# Solkraft i Italien
Solkraften i Italien är en viktig källa till el och står för drygt 10 % av elproduktionen. Före 2008 fanns mycket lite solel. Under därefter medförde Conto Energia fördelaktiga förhållanden för den som installerade solel varför det under de följande åren skedde en mycket snabb utbyggnad så att solelen redan 2011 stod för 6,7 % av landets elproduktion. Efter att Conto Energia lades ner 2013 minskade installationerna kraftigt. Sedan 2020 har installation av solel åter ökat, bland annat på grund av Superbonus som gett mycket fördelaktiga avdragsmöjligheter.
Fördelningen är tämligen jämn mellan stora och små enheter, 2017 stod enheter på under 100 kW för 40 % av elproduktionen, medan de som var större stod för 60 % av produktionen. Under 2020-talet har främst stora anläggningar installerats.
Förutsättningarna i landet varierar relativt mycket i nord-sydlig riktning. I delar av Alperna är instrålningen 1 300 kWh/(m2 och år), medan den på Sicilien kan vara drygt 2 100 kWh/(m2 och år).